# Gaetano Baronchelli
Gaetano Baronchelli né le 21 avril 1952 à Ceresara (dans la province de Mantoue, en Lombardie) est un coureur cycliste italien, professionnel entre 1974 et 1986. Son frère Gianbattista a également été coureur cycliste.

## Palmarès
- 1972
  - 2e de Milan-Asti
- 1973
  - 2e de la Coppa Citta di Cuorgnè
  - 2e du championnat d'Italie sur route amateurs
  - 7e du championnat du monde sur route amateurs
- 1978
  - 3e du Grand Prix Montelupo
- 1980
  - 1re étape secteur A de Paris-Nice (contre-la-montre par équipes)

## Résultats sur les grands tours

### Tour de France
1 participation
- 1979 : abandon (9e étape)

### Tour d'Italie
8 participations
- 1974 : 84e
- 1975 : 60e
- 1976 : abandon (21e étape)
- 1977 : 57e
- 1978 : 81e
- 1980 : 52e
- 1981 : 82e
- 1985 : 133e

### Tour d'Espagne
1 participation
- 1985 : abandon (11e étape)